# AcademiX
AcademiX GNU/ Linux este o distribuție Linux bazată pe Debian, dezvoltată special pentru educație. Distribuția a fost construită pe baza distribuției Debian Linux (Stretch/ Buster) și conține software liber, software gratuit și software proprietar pentru educație. Programele incluse în distribuție sunt pentru toate nivelurile de învățământ – de la școala primară la niveluri superioare și /sau universitare.
În luna ianuarie 2015 apare prima versiune care se numea EDU Ro și îngloba pe un nucleu Debian un număr de aproximativ 120 de „programe destinate educației”. Ulterior, ca urmare a cerințelor utilizatorilor, s-au adaugat mai multe programe iar numele distribuției s-a schimbat în AcademiX GNU/LINUX.

## Istoric
Ca urmare a efortului deosebit al dezvoltatorului principal al acestei distribuții, Dumitru Luta și a unui grup de entuziaști, sustinuți în acest demers de prof. dr. Jalobeanu Mihail, în luna ianuarie 2015 apare prima versiune care se numea EDU Ro și îngloba pe un nucleu Debian un număr de aproximativ 120 de „programe destinate educației“. Ulterior, ca urmare a cerințelor utilizatorilor, s-au adaugat mai multe programe iar numele distribuției s-a schimbat în AcademiX

## EDU
Edu este o aplicatie tip software manager care permite instalarea rapidă a programelor pentru educație. Bazat pe proiectul dezvoltatorilor de la distribuția Linux Mint
https://github.com/linuxmint/mintinstall au fost adăugate noi categorii necesare educației precum Matematică, Fizică, Biologie, Chimie, Profesor, Electronică, Geografie, Genetică, Limbi Străine, Programare, Arhitectură, Robotică, Statistică, Laboratoare virtuale.

În depozitele AcademiX/ Debian se găsesc actualmente +130 de aplicații pentru educatie, atît pentru clasele primare, cît și pentru liceu și facultate. Majoritatea aplicatiilor sunt open source sau free, astfel ca elevii , studenții si profesorii să poată desfăsura lecții interactive in cadrul procesului de învățamant fără costuri suplimentare.

## Colaborări
Universitatea Colorado cu proiectul PhET (proiectul de simulări interactive). Înființat în anul 2002 de către laureatul premiului Nobel, Carl Wieman, PhET a creat un set de exerciții interactive de matematică și științe. Simulările PhET au la bază educația extensivă, cercetarea și antrenarea elevilor într-un mediu intuitiv, asemănător jocurilor, unde elevii să poată învăța prin explorare si descoperire. Motto-ul lor este : INTERACȚIONEAZĂ, DESCOPERĂ, ÎNVAȚĂ!
Kingsoft Software cu WPS Office. Avem permisiunea de a introduce în repository ultimele versiuni de Linux ale suitei office compatibilă cu suita Microsoft Office.
Universitatea din Santiago de Compostela cu MaxFEM -simulare electromagnetică bazată pe metoda elementului finit.
Khan Academy, renumiți pentru materialele lor.
Centrul Național de Tehnologia Informației, Facultatea de Automatică și Calculatoare, Universitatea POLITEHNICĂ din București.

## Cerințe de sistem
AcademiX se poate instala atât pe calculatoare dotate cu vechiul BIOS cât și pe sisteme cu UEFI unde este necesară dezactivarea Secure Boot.

### AcademiX în presă
AcademiX GNU / Linux celebreaza 100 de ani de la infiintarea statului national roman Arhivat în 13 august 2019, la Wayback Machine.

AcademiX 2.0 a fost lansat

AcademiX GNU/Linux 2.0 stabil 64 biti Arhivat în 13 august 2019, la Wayback Machine.

Academix GNU/Linux Project: la distribución para uso académico que debes conocer

ACADEMIX GNU/LINUX – UMA DISTRO VOLTADA PARA A ÁREA EDUCACIONAL

AcademiX GNU / Linux

Academix, une autre Debian Education

Academix GNU/Linux Project: la distribución para uso académico que debes conocer Arhivat în 13 august 2019, la Wayback Machine.

Academix GNU/Linux Project: la distribución para uso académico que debes conocer Arhivat în 13 august 2019, la Wayback Machine.

EDU - Gestore Software AcademiX GNU/Linux

GNU/Linux - Linux pentru Educație

Academix GNU/Linux – A Debian-Based Education-Focused Distro